# Delphi for PHP
Delphi for PHP es un framework con IDE y RAD para el lenguaje de programación PHP desarrollado por Embarcadero Technologies.
El VCL (Visual Component Library, biblioteca de componentes visuales) incluye muchos componentes que pueden ser usados dinámicamente los unos con los otros. Se integra bien con la base de datos MySQL y AJAX.
El componente Window puede ser usado en conjunción con otros componentes para crear una interfaz que es similar a la de Microsoft Windows dentro de un navegador web compatible con JavaScript.